# Подписи к рисункам (Чехов)
Подписи к рисункам — литературоведческий жанр в чеховедении. В этом жанре А. П. Чехов работал в 1881—1885 годах.

## История
Жанр подписей к рисункам занимает в творчестве А. П. Чехова особое место. Первые подписи к рисункам были сделаны писателем в журнале «Зритель». За ним последовали работы в 1880-х годах в журнале «Осколки». Там он опубликовал семнадцать текстов из двадцати. Издатель журнала Н. А. Лейкин постоянно просил писателя присылать ему темы для рисунков и подписи к ним. Чехов отвечал Лейкину в письмах: «Я очень туп для выдумывания острых подписей. Хоть зарежьте меня, а я Вам ничего умного не придумаю». «Если бы сочинять темы было так же легко, как закурить папиросу, то я прислал бы Вам их видимо-невидимо, но Вы сами знаете, что легче найти 10 тем для рассказов, чем одну порядочную подпись». «Начнешь выдумывать подпись, а выходит рассказ, или ничего не выходит…» .
Подписи обычно объединялись единой темой. Писателем были сделаны серии подписей: «В ученом мире», «Три рисунка», «Из театрального мира», «Свадебный сезон» и др.
Рисунки с подписями обычно создавались соавторами на актуальные темы общественной жизни своего времени в юмористической форме и помещались на обложке или внутри журналов.
Основная часть рисунков была выполнена художниками журнала «Осколки» — В. И. Порфирьевым, А. И. Лебедевым (1830—1898), Н. А. Богдановым (1850—1892) и по просьбе А. П. Чехова его братом Николаем Чеховым (1858—1889). Привлекались к работам также известные художники: академик живописи К. А. Трутовским (1826—1893) и иллюстратор произведений Гоголя М. М. Далькевич (тема «Распереканальство»).
Технология работы в жанре была предположительно следующей: Чехов писал текст, который Лейкин называл темой, после этого текст передавался художнику. Выполненный рисунок передавался обратно автору текста, который вносил коррективы в свой текст с учетом живописного произведения. Подписи Чехов старался сочинить максимально разнообразными. Все подписи к рисункам разделяются на несколько групп с разными жанровыми вариантами. Среди них встречаются условно озвученные реплики персонажей или обмен репликами, небольшой монолог, который мог быть внутренним, использовалась также небольшая сценка и мини-рассказ.
Словесный текст помогал читателю определить социальный статус изображаемого персонажа, понять род его занятий. Если писатель использовал в качестве текста сценку, то она оформлялась как часть воображаемой пьесы. Так было сделано в серии рисунков художника В. И. Порфирьева с общим названием «Из театрального мира» (1883). В сериях работ использовался также принцип взаимодополнения, когда рисунок был самодостаточным и понятным читателям, но текст дополнял и завершал произведение. Примером такого принципа был рисунок «Аптекарская такса» (В. И. Порфирьев), напечатанный в «Осколках» в 1885 году. Художник и автор подписи в диалоге так обыгрывают тему «остаться без штанов»: «Батюшки! Иван Иванович! В каком вы виде!! — Жена заболела… в аптеке был… Микстуру для нее нужно было взять, да вот порошки… Спасибо — мне, по знакомству, скидку сделали: шляпу и галстук оставили… все-таки не так совестно, знаете ли, в галстуке…».
С большой краткостью оформлена подпись к рисунку А. И. Лебедева «Вагонное освещение» («Осколки», 1883 г.). Чехов наделил персонаж словами: «Ваш билет! Кому говорят! Ваш билет!».
Одной из последних работ Чехова в этом жанре были подписи к рисунку К. А. Трутовского из украинского быта «Троицын день» (1884). Работа была помещена на страницах журнала «Будильник». Чехов в этом произведении пишет небольшой рассказ, который в то же время является самым большим из всех его подписей к рисункам. Текст минимально связан с содержанием рисунка. Здесь Чехов описывает праздник, обычаи его празднования, погоду, которая обычно бывает в это весенний день, природу.
В работе с жанром подписей Чехов пользовался принципом, описанным им в 1886 году в письме брату: «В описаниях природы надо хвататься за мелкие частности, группируя их таким образом, чтобы по прочтении, когда закроешь глаза, давалась картина».
К 1886 году Чехов пришел к мысли о невозможности достаточного совмещения содержания текста и рисунка и отказался от работы в жанре подписи к рисунку. Однако работа этом жанре не прошла для Чехова бесследно. Он приобрел навык экономии художественных средств, а это станет позднее одним из важнейших черт стиля писателя.